# 梅尔略和富克罗勒
梅尔略和富克罗勒（法語：Merlieux-et-Fouquerolles，法語發音：[mɛʁljø e fukʁɔl]）是法国上法蘭西大區埃纳省的一个市镇，属于拉昂区。

## 地理
梅尔略和富克罗勒（49°31'1"N, 3°30'17"E）面积5.77 平方千米，位于法国上法蘭西大區埃纳省，该省份为法国北部内陆省份，北起北部省，西接索姆省和瓦兹省，东临阿登省和马恩省，西南至塞纳-马恩省，东北部与比利时接壤。
与梅尔略和富克罗勒接壤的市镇（或旧市镇、城区）包括：沙耶瓦、沙维尼翁、蒙巴万、皮农、沃代松、大阿尼济。

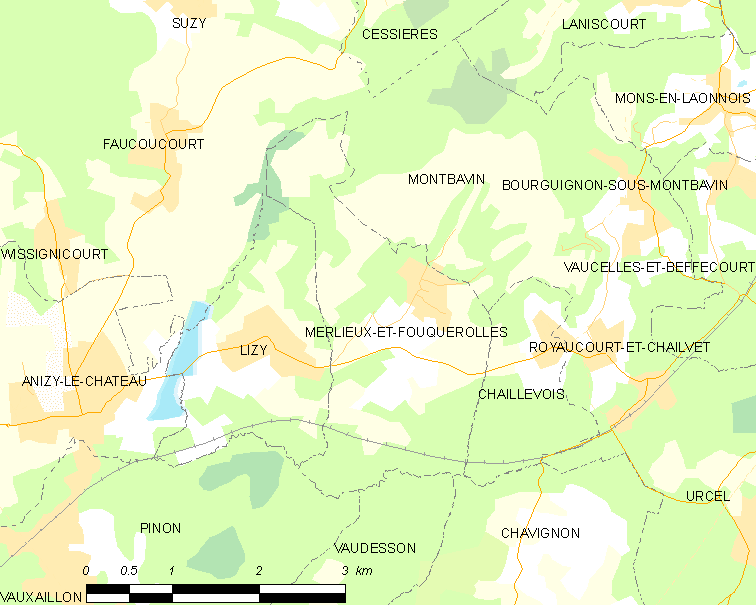
梅尔略和富克罗勒的OSM定位图

梅尔略和富克罗勒的时区为UTC+01:00、UTC+02:00（夏令时）。

## 行政
梅尔略和富克罗勒的邮政编码为02000，INSEE市镇编码为02478。

## 政治
梅尔略和富克罗勒所属的省级选区为拉昂第一县。

## 人口

1962-2008年间梅尔略和富克罗勒人口变化图示

梅尔略和富克罗勒于2022年1月1日时的人口数量为255人。